# توتال نان‌استاپ اکشن رسلینگ
توتال نان‌استاپ اکشن رسلینگ (انگلیسی: Total Nonstop Action Wrestling) یا تی‌اِن‌اِی (اختصاری TNA)، یک شرکت کشتی حرفه‌ای آمریکایی واقع در نشویل، تنسی است که توسط شرکت رسانه‌ای کانادایی آنتم اسپورتس اند اینترتینمنت اداره می‌شود.
این شرکت توسط جف جارت و جری جارت در سال ۲۰۰۲ و پس از فروپاشی دبلیوسی‌دبلیو تأسیس شد و در ابتدا، جزئی از اتحادیه ملی کشتی (NWA) بود و تا سال ۲۰۰۷ نیز زیرمجموعه این شرکت باقی ماند و از عناوین قهرمانی این شرکت استفاده کرد. پس از سال ۲۰۰۷ و پایان توافق‌نامه میان این دو شرکت، تی‌ان‌ای از عناوین قهرمانی مختص به خودش رونمایی کرد. این شرکت از اوایل سال ۲۰۱۷ توسط شرکت آنتم خریداری شد و در مارس همان سال، نام خود را به ایمپکت رسلینگ که نام شوی هفتگی این شرکت بود تغییر داد؛ هر چند در ژانویه ۲۰۲۴ مجددا به نام تی‌ان‌ای برگشت.
از ابتدای تأسیس، تی‌ان‌ای به عنوان دومین شرکت کشتی حرفه‌ای بزرگ در آمریکا پس از دبلیودبلیوئی شناخته می‌شد، موقعیتی که آن را در دهه ۲۰۰۰ و ابتدای دهه ۲۰۱۰ نگه‌داشت. در این زمان، کشتی‌گیران زیادی که سابقا برای دبلیودبلیوئی، دبلیوسی‌دبلیو یا ای‌سی‌دبلیو کار می‌کردند، مشغول به فعالیت در تی‌ان‌ای شدند؛ نظیر استینگ، جف جارت، ریون، کرت انگل، جف هاردی و مستر کندی. همین‌طور کشتی‌گیرانی که در دبلیودبلیوئی فعالیت نکرده بودند، نظیر ای‌جی استایلز و ساموا جو (که بعدا به واسطه مشکلات اقتصادی تی‌ان‌ای، در اواخر دهه ۲۰۱۰ با دبلیودبلیوئی قرارداد بستند). در میان سال‌های ۲۰۱۵ و ۲۰۱۷ و با از دست دادن حق پخش تلویزیونی با اسپایک تی‌وی و سایر مسائل اقتصادی و پرسنلی، این شرکت از رقیب طولانی مدت خود یعنی رینگ آو آنر عقب افتاد و جایگاه خود را از دست داد.
با این حال از سال ۲۰۱۹ به بعد و خریداری شبکه ای‌اکس‌اس توسط شرکت آنتم و پخش شوهای این شرکت از این شبکه، وضعیت آن بهبود پیدا کرد. هم‌اکنون تی‌ان‌ای به عنوان سومین شرکت کشتی حرفه‌ای بزرگ در آمریکا پس از دبلیودبلیوئی و ای‌ئی‌دبلیو شناخته می‌شود (با توجه به حق پخش ای‌ئی‌دبلیو با شبکه‌های تی‌ان‌تی و تی‌بی‌اس متعلق به برادران وارنر دیسکاوری که میزان تماشای بیشتری نسبت به ای‌اکس‌اس دارند).از سال ۲۰۲۴، توافقنامه‌ای میان تی‌ان‌ای و دبلیودبلیوئی منعقد شد که بر اساس آن، کشتی‌گیران تی‌ان‌ای و ان‌اکس‌تی می‌توانند در برنامه‌های هر دو شرکت حضور پیدا کنند.

## عناوین قهرمانی
به‌روزرسانی شده تا ۲۶ مه ۲۰۲۵

### مردان

#### انفرادی
| نام عنوان                 | قهرمان کنونی | دوره قهرمانی | تاریخ قهرمانی | روزهای قهرمانی | مکان قهرمانی     | توضیحات                                                                         |
| ------------------------- | ------------ | ------------ | ------------- | -------------- | ---------------- | ------------------------------------------------------------------------------- |
| قهرمانی جهانی تی‌ان‌ای      | تریک ویلیامز | ۱            | ۲۵ مه ۲۰۲۵    | +۱             | تمپا، فلوریدا    | با شکست دادن جو هندری در دبلیودبلیوئی بتل‌گراند، قهرمان شد.                      |
| قهرمانی بین‌المللی تی‌ان‌ای  | استیو ماکلین | ۱            | ۱۷ آوریل ۲۰۲۵ | +۳۹            | پارادایس، نوادا  | با شکست دادن اریک یانگ و ای‌جی فرانسیس در آنبریکبل، نخستین قهرمان این کمربند شد. |
| قهرمانی ایکس‌دیویژن تی‌ان‌ای | موس          | ۱            | ۲۷ اکتبر ۲۰۲۴ | +۲۱۱           | دیترویت، میشیگان | با شکست دادن مایک بیلی در ایمپکت!، قهرمان شد.                                   |

#### تگ تیم
| نام عنوان                   | قهرمان کنونی                      | دوره قهرمانی | تاریخ قهرمانی | روزهای قهرمانی | مکان قهرمانی        | توضیحات                                                              |
| --------------------------- | --------------------------------- | ------------ | ------------- | -------------- | ------------------- | -------------------------------------------------------------------- |
| قهرمانی جهانی تگ تیم تی‌ان‌ای | برادران نمث (نیک نمث و رایان نمث) | ۱            | ۲۷ آوریل ۲۰۲۵ | +۲۹            | لس آنجلس، کالیفرنیا | با شکست دادن هاردی بویز (جف هاردی و مت هاردی) در جنسیس، قهرمان شدند. |

### زنان

#### انفرادی
| نام عنوان                 | قهرمان کنونی   | دوره قهرمانی | تاریخ قهرمانی | روزهای قهرمانی | مکان قهرمانی     | توضیحات                                                 |
| ------------------------- | -------------- | ------------ | ------------- | -------------- | ---------------- | ------------------------------------------------------- |
| قهرمانی جهانی زنان تی‌ان‌ای | ماشا اسلاموویچ | ۱            | ۲۶ اکتبر ۲۰۲۴ | +۲۱۲           | دیترویت، میشیگان | با شکست دادن جوردن گریس در باند فور گلوری، قهرمان شدند. |

#### تگ تیم
| نام عنوان                        | قهرمان کنونی     | دوره قهرمانی | تاریخ قهرمانی | روزهای قهرمانی | مکان قهرمانی   | توضیحات                                                                  |
| -------------------------------- | ---------------- | ------------ | ------------- | -------------- | -------------- | ------------------------------------------------------------------------ |
| قهرمانی جهانی تگ تیم زنان تی‌ان‌ای | دینا بروک و هیثر | ۱            | ۱۴ مارس ۲۰۲۵  | +۷۳            | ال پاسو، تگزاس | با شکست دادن اسپیت‌فایر (دنی لانا و جوردی تریت) در سکریفایس، قهرمان شدند. |